# 요시다 마야
요시다 마야(일본어: 吉田 麻也, 1988년 8월 24일~)는 일본의 축구 선수로 포지션은 센터백이다. 현재 미국 메이저 리그 사커의 LA 갤럭시에서 활동하고 있다.

## 구단 경력
자국 클럽인 나고야 그램퍼스에서 프로 선수 생활을 시작했으며 2010년에 네덜란드의 VVV 펜로로 이적하면서 해외 진출을 시작했다. 2012년에는 프리미어리그의 사우샘프턴 FC로 이적하면서 선수로서 전성기를 누렸다. 이후 UC 삼프도리아와 FC 샬케 04 소속으로 뛰었으며 2023년에 미국 메이저리그의 로스앤젤레스 갤럭시로 이적하면서 유럽 선수 생활을 마쳤다.

## 국가대표팀 경력
국제 대회에서 일본 축구 국가대표팀의 일원으로 활약했으며 2010년부터 2022년까지 A매치에 126경기 출전했다. 그는 FIFA 월드컵에 3회(2014, 2018, 2022) 참가했으며 AFC 아시안컵 1회 우승(2011), 1회 준우승(2019)에 기여했다. 또한 올림픽에 3회(2008, 2012, 2020) 참가했으며 2회(2012, 2020) 4강 진출. 올림픽 본선 13경기를 뛰면서 일본 남자 올림픽 축구 참가 선수 중 가장 많은 경기를 뛴 선수가 되었다.

## 통계

### 구단
| 클럽          | 시즌                 | 리그 | 리그 | 리그 | 클럽 대항전     | 클럽 대항전 | 클럽 대항전 | 리그컵 | 리그컵 | 리그컵 |
| 클럽          | 시즌                 | 출전 | 득점 | 도움 | 대회            | 출전        | 득점        | 출전   | 득점   | 도움   |
| ------------- | -------------------- | ---- | ---- | ---- | --------------- | ----------- | ----------- | ------ | ------ | ------ |
| 사우샘프턴 FC | 프리미어리그 2014-15 | 22   | 1    | 1    | ―               | ―           | ―           | 1      | 0      | 0      |
| 사우샘프턴 FC | 프리미어리그 2015-16 | 20   | 1    | 0    | ―               | ―           | ―           | 2      | 1      | 0      |
| 사우샘프턴 FC | 프리미어리그 2016-17 | 23   | 1    | 0    | UEFA 유로파리그 | 6           | 0           | 6      | 0      | 0      |
| 사우샘프턴 FC | 프리미어리그 2017-18 | 24   | 2    | 0    | ―               | ―           | ―           | 1      | 0      | 0      |
| 사우샘프턴 FC | 프리미어리그 2018-19 | 17   | 0    | 1    | ―               | ―           | ―           | 3      | 0      | 0      |
| 사우샘프턴 FC | 프리미어리그 2019-20 | 8    | 0    | 0    | ―               | ―           | ―           | 2      | 0      | 0      |

### 국가대표팀
| 일본 | 일본 | 일본 |
| 연도 | 출전 | 득점 |
| ---- | ---- | ---- |
| 2010 | 1    | 0    |
| 2011 | 12   | 2    |
| 2012 | 9    | 0    |
| 2013 | 15   | 0    |
| 2014 | 11   | 1    |
| 2015 | 13   | 3    |
| 2016 | 10   | 3    |
| 2017 | 9    | 1    |
| 2018 | 9    | 0    |
| 2019 | 11   | 1    |
| 2020 | 4    | 0    |
| 2021 | 9    | 0    |
| 2022 | 13   | 1    |
| 통산 | 126  | 12   |

## 같이 보기
- A매치 100경기 이상 출전한 축구 선수 명단